# Хресне знамення
Хре́сне знаме́ння (грец. σταυρός, церк.-слов. крⷭ҇тное зна́менїе, лат. signum crucis), або також відоме як самоблагослове́ння та перехре́щення — ритуальний жест, який практикується у більшості християнських конфесій. Це знак Ісуса Христа, його страждань і смерті, воскресіння і, таким чином, самої віри. Його звершення полягає в прикладанні двох, трьох або п'яти пальців правої руки до чола, потім до грудей і, нарешті, від одного плеча до іншого (зліва направо у західній традиції, справа наліво у східній) з одночасним промовлянням слів: «В ім'я Отця, і Сина, і Святого Духа, Амінь». За християнськими догматами, коли люди покладають на собі знак хреста, то «відчиняються ворота, через які сходить на вірян благодать Святого Духа, яка перетворює в душах земне на небесне», скидає гріх, перемагає смерть.
Цей знак використовується в багатьох випадках, як літургійних, так і нелітургійних, у приватному житті або під час публічних церемоній; забобонне або магічне використання для відвернення злих чар все ще поширене, і його використання у таких випадках було засуджене ще в перших століттях. Нанесення на себе хреста, символу страстей Христових, знаменує приналежність до християнської спільноти і є сповідуванням віри, ввіряючи себе Христовому відкупленню. 
Хресне знамення, засвідчене ще в II столітті, яке спочатку робили на чолі до VII століття, є поширеною практикою серед більшості християнських конфесій, причому східні християни використовують його навіть більше, ніж латинські католики, а деякі протестанти взагалі не практикують, його використання можна простежити ще з часів раннього християнства, як прописано в Апостольському Переданні II століття для різних випадків.

## Історія

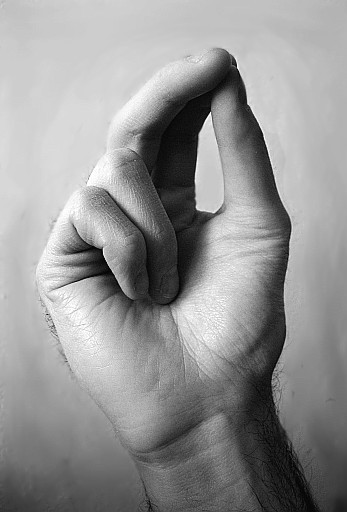
Положення пальців для хресного знамення за візантійською традицією

Точно час початку вживання хресного знамення невідомий. Проте, на початку третього століття Тертуліан писав про хресне знамення, як про древню християнську традицію. Про це також стверджував і Василій Великий в наступному столітті.
Спочатку хресне знамення робилося одним пальцем на чолі. Проте, вже у четвертому столітті для хресного знамення почали використовувати два пальці, щоб підкреслити подвійну природу Спасителя, якої не визнавали несторіанська та монофізитська єресі. Існує теорія, що двоперсне хресне занмення було не загальнопоширеною практикою, а використовувалося здебільшого в церквах, які безпосередньо протистояли монофізитам.
Триперсне хресне знамення почало використовуватися як мінімум з IX століття. Перша письмова згадка датується 855 роком. Триперсне знамення поступово поширилося по всьому православному світі та, зокрема, й Україні. Вже в XII столітті вона була загальновживаною формою у православ'ї, проте ця практика не досягла Московського царства, і була прийнята російською церквою аж у XVII столітті.

## Форми хресного знамення
Більшість християнських конфесій зберігають хресне знамення, але в різних формах.

### Православна церква

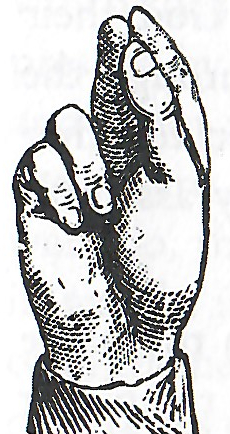
Триперстне хресне знамення

У православних церквах (східних церквах візантійського та александрійських обрядів) традиційно використовується триперстне хресне знамення (початок використання — як мінімум з IX століття). Складені три перші пальці разом засвідчують віру в Єдиносущну і нероздільну Трійцю, а два пальці, пригнуті до долоні, означають, що Син Божий, після зішестя Свого на землю, бувши Богом, став людиною, тобто означають Його дві природи — Божу і Людську.
Благословляючи себе хресним знаменням, кладуть складені так пальці на лоб — для освячення нашого розуму, на живіт — для освячення наших внутрішніх почуттів, потім на праве і на ліве плечі — для освячення наших сил тілесних.
В православ'ї благословення себе хресним знаменням хрестяться на початку молитви, при наближенні до усього святого: входячи в храм, прикладаючись до хреста, ікони тощо; в усіх важливих випадках життя, в тому числі в скруті, в горі, в радості тощо. Коли православні хрестяться не під час молитви, кажуть: «В ім'я Отця, і Сина, і Святого Духа, Амінь», засвідчуючи свою віру у Пресвяту Трійцю та бажання жити й трудитися на славу Божу. Крім того, використання хресного знамення широко практикується під час богослужінь.

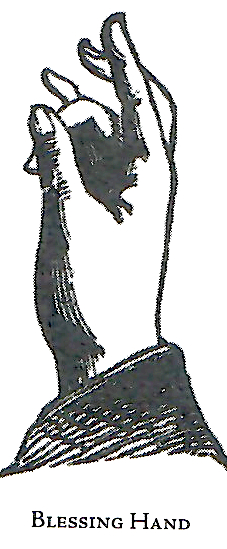
Іменословне перстоскладання

#### Жест при благословінні
Жест при благословенні священником називають іменословним перстоскладанням — пальці руки складені у формі літер ІС ХС, що оригінально з грецької позначає перші і останні літери слів Ісус Христос. Додатково до вказування літер, жест благословення підтверджує доктринальні істини православ'я — три пальці, які використовуються для показу літер І та Х також символізують Святу Трійцю, з'єднання великого та підмізинного означають не лише літеру С, а й символізують поєднання людської та божественної природи Спасителя.

### Католицька церква

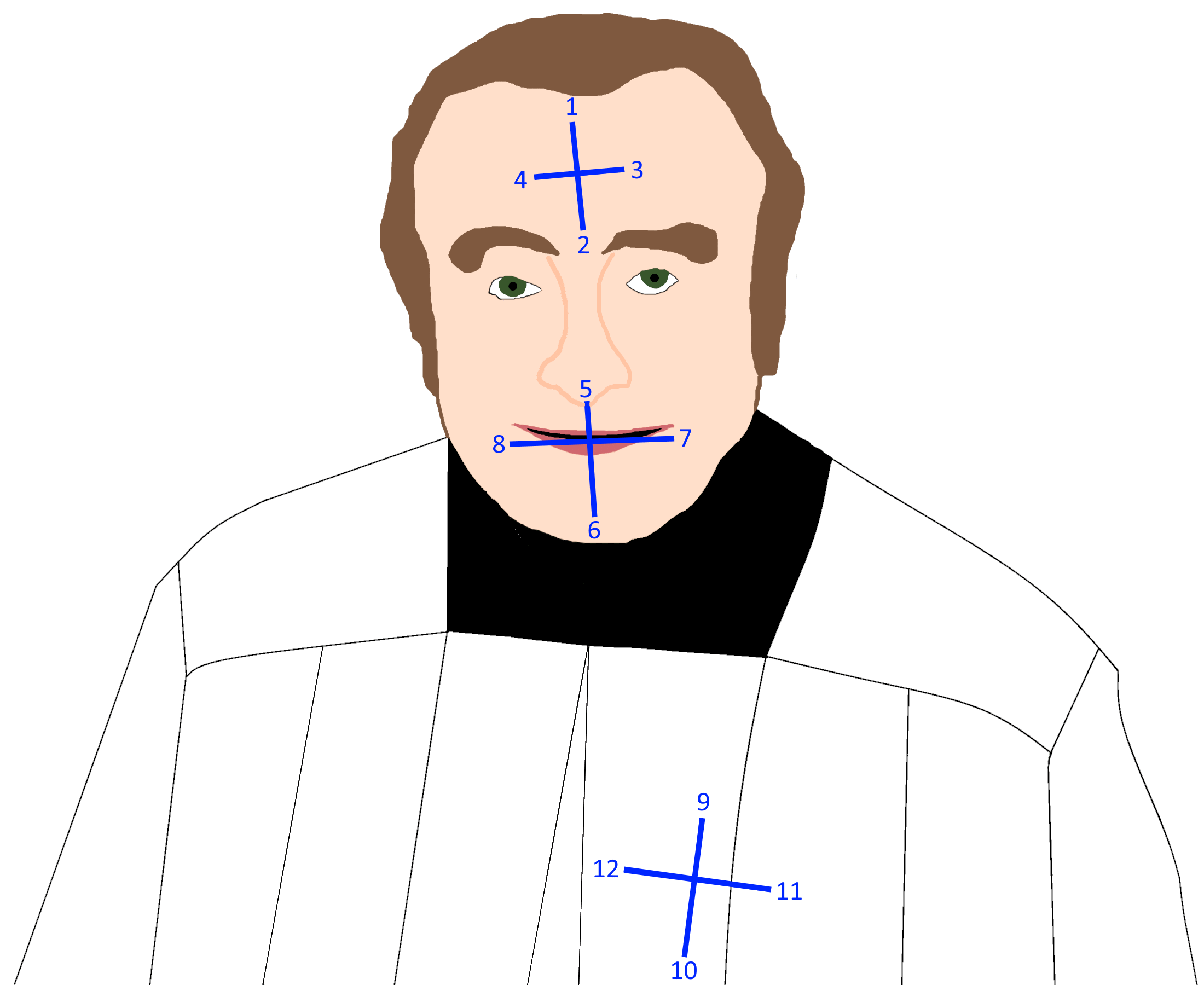
Малий хрест

Католицька Церква знає мале і велике хресне знамення. Велике хресне знамення робиться витягнутими пальцями правої руки. Той, хто молиться, торкається чола, грудей, потім лівого і правого плеча, промовляючи: «В ім'я Отця, і Сина, і Святого Духа, Амінь» (лат. In nomine Patris et Filii et Spiritus Sancti, Amen) (Мт 28:19). Хресне знамення має своє літургійне місце у відправленні Меси, літургійних богослужіннях та Літургії Годин, як на початку, так і під час остаточного благословення. Молитва Розарію починається з хресного знамення, і католики роблять хресне знамення зі свяченою водою при вході або виході з церкви як нагадування про своє хрещення. Вони також роблять хресне знамення у відповідь на благословний жест священника або диякона, а також під час окроплення святою водою при благословеннях і освяченнях.
У малому хресному знаменні великим пальцем робиться хрест над чолом, ротом і грудьми. На літургії це означає бажання вірянина зрозуміти, проголосити й засвоїти Слово Боже, або прохання Божого благословення на свої думки, мову і вчинки. Під час обряду хрещення охрещуваного благословляють малим хресним знаменням, а під час таїнств миропомазання та свячень.
Католики благословляють себе або інших знаменням хреста поза богослужіннями й в сімейній обставі, або роблячи хрест рукою, або обводячи чоло того, кого благословляють. Хресним знаменням також благословляють їжу, особливо під час розрізання хліба.

### Протестантська церква
Сьогодні розп'яття менше практикується в протестантських церквах. Проте протестантські християни не відкидають його. Мартін Лютер, наприклад, пише в Малому катехізисі про ранкове і вечірнє благословення:
«Вранці, вставши з ліжка, поблагословити себе хресним знаменням і сказати: „Нехай Бог Отець, і Син, і Святий Дух панує над тобою. Амінь“. Увечері, коли лягатимеш спати, поблагословиш себе хресним знаменням і скажеш: „Бог Отець, і Син, і Святий Дух. Амінь“».
Перехрещуватися сьогодні в протестантській церкві можна лише в індивідуальному порядку, як виняток. Хресне знамення пастора широко практикується під час остаточного благословення, під час євхаристії, іноді під час хрещення чи інших обрядів. Прихильники хресного знамення серед протестантів вказують на те, що слово «благословляти» походить від латинського signare (давати знак); тобто, хресне знамення навмисно підкреслює акт благословення. Перш за все, хресне знамення відрізняється виразністю.

### Старообрядці

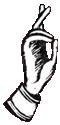
Двоперстя

Двоперсне нині використовується у старообрядців. Розшифровується воно так: два персти означають два єства Сина Божого, при цьому трохи зігнутий середній палець означає «умаленіє» (кеносис) Божественної природи, коли Спаситель став чоловіком. Три інші персти сполучені як знак з'єднання і незмішення осіб Святой Трійці в єдиному Богові. Хрестоподібне осяяння здійснюється двома перстами, що символізують Христа, на знак того, що його було розіп'ято. А при триперстному хресному знаменні символ Христа замінюється символом Трійці, що дозволяє старообрядцям дорікати «ніконіанам», що вони таким чином «розпинають Трійцю», що є єрессю згідно з якою на Хресті страждала вся Трійця, а не тільки Син. З цієї ж причини не заведено вимовляти при здійсненні хресного знамення «В ім'я Отця, і Сина, і Святого Духа».
При осіненні себе хресним знаменням старообрядці промовляють Ісусову молитву, як то заповідали християнам свв. Отці Церкви. Тобто кажуть «Господи…», коли кладуть руку на лоба, бо Господь — Голова Церкви; «…Ісусе Христе…», коли зносять руку до живота, бо Сам Господь прийшов — «спустився» на землю і став людиною; «…Сину Божий…», коли підносять руку до правого плеча, бо Господь вознісся і сів праворуч від Отця, як і казали пророки; «…помилуй мене, грішного», коли переносять руку на ліве плече, щоб Господь позбавив їх «лівого стану».
Також підкреслюється, що не можна хреститися одночасно з поклоном; уклін, якщо він потрібен, слід здійснювати вже після того, як опустили руку.
Священник, благословляючи, не використовує іншого перстоскладання, а складає руку в таке ж двоперстя.

### Народні вірування
В Україні воно освячувало початок і кінець багатьох буденних справ, ритуалів. У народі вірили, що саме хресне знамення — надійний оберіг від усякої нечисті.
Ось як пише митрополит Іларіон про народні традиції, часом далекі від християнства: «При запалюванні світла ввечері треба конче перехреститися, бо до хати входить бог вогню. Пивши воду, перехрестись, а то нечисть влізе тобі до нутра з водою. Коли починається цілий буханець, то перше, ніж його різати, треба його тричі перехрестити зо споду ножем… Лізеш у воду, перехрестись, входиш в ліс, так само перехрестись, щоб полісун не причепився й не збив тебе з дороги. Падає вночі зоря з Неба, перехрестися, бо то людина померла. Коли позіхаєш, перехрестися, щоб ротом не влізла в тебе нечиста сила…»